# Le Choc des mondes (film)
Pour plus de détails, voir Fiche technique et Distribution.
Le Choc des mondes (titre original : When Worlds Collide) est un film américain réalisé par Rudolph Maté, sorti en 1951.

## Synopsis
D'après les calculs du professeur Bronson du Cap, la planète Bellus fonce vers la Terre. Alerté par le savant, le professeur Hendron de l'observatoire de New York confirme ses prévisions : il reste moins de huit mois avant l'inévitable collision avec Bellus, douze fois plus grosse que la Terre, et la fin du monde est proche. Pourtant les Nations unies, incrédules, refusent d'engager la moindre action. Grâce aux capitaux du banquier Sydney Stanton, un petit groupe dirigé par Hendron décide alors de construire un vaisseau spatial afin de coloniser le satellite de Bellus, Zyra, dont l'atmosphère est similaire à celle de la Terre et qui devrait réchapper du choc entre la Terre et Bellus. Si cette « Arche de Noé spatiale » interplanétaire est achevée à temps, quarante hommes et femmes, tirés au sort parmi des profils sélectionnés (ingénieurs, techniciens, agriculteurs, etc.), pourront échapper à la catastrophe et perpétuer l'espèce sur Zyra.

## Fiche technique
- Titre : Le Choc des mondes
- Titre original : When Worlds Collide
- Réalisation : Rudolph Maté
- Scénario : Sydney Boehm, d'après le roman Le Choc des mondes de Philip Wylie et Edwin Balmer
- Production : George Pal et Cecil B. DeMille producteur exécutif (non crédité)
- Société de production : Paramount Pictures
- Budget : 936 000 $ US (687 000 €)
- Musique : Leith Stevens
- Photographie : W. Howard Greene et John F. Seitz
- Montage : Arthur P. Schmidt et Doane Harrison
- Direction artistique : Albert Nozaki et Hal Pereira
- Décorateur de plateau : Sam Comer et Ross Dowd (en)
- Costumes : Edith Head
- Effets visuels : Collaborateurs divers, dont Gordon Jennings
- Pays de production :  États-Unis
- Genre : science-fiction
- Format : Couleurs (Technicolor) – 1,37:1 – Mono (Western Electric Recording) – 35 mm
- Durée : 83 minutes
- Dates de sortie :
  - États-Unis : août 1951
  - France : 20 juillet 1952
- Affiche : Roger Soubie (France)

## Distribution
- Richard Derr (VF : Roland Ménard) : David Randall
- Barbara Rush (VF : Thérèse Rigaut) : Joyce Hendron
- Peter Hansen (VF : Roger Rudel) : Dr Tony Drake
- John Hoyt (VF : Claude Péran) : Sydney Stanton
- Larry Keating (VF : Jean Mauclair) : Docteur Cole Hendron
- Rachel Ames (en) : Julie Cummings
- Stephen Chase (VF : Richard Francœur) : Dr George Frye
- Frank Cady (VF : Jean Gournac) : Harold Ferris
- Hayden Rorke (VF : Christian Argentin) : Dr Emery Bronson
- Sandro Giglio (VF : Raymond Rognoni) : Dr Ottinger
- James Congdon (VF : Michel André) : Eddie Garson

Acteurs non crédités
- Leonard Mudie : Le représentant britannique aux Nations unies
- Queenie Smith : La mère avec une cigarette
- Stuart Whitman : Figurant (rôle indéterminé)
- May Wynn : Hôtesse de club

## Autour du film
- Pour leur roman (et pour sa suite), Philip Gordon Wylie et Edwin Balmer s'inspirèrent des chapitres bibliques de l'Apocalypse et de l'Arche de Noé. De la même façon, le film s'ouvre sur un plan de la Bible.
- Compte tenu du succès du film, George Pal envisagea un temps de tourner la suite, Après le choc des mondes (After Worlds Collide), et demanda à Paramount d'en acquérir les droits.
- Dans le plan final, la vue de Zyra est clairement une peinture. Celle-ci était à l'origine utilisée pour la promotion du film, et le producteur George Pal comptait ensuite utiliser une maquette pour représenter la surface de Zyra mais la Paramount sortit le film avant que la maquette ne soit terminée.
- Sur cette vue de la planète Zyra, on aperçoit clairement, à l'horizon, la silhouette de deux pyramides. Sur la gauche, on voit aussi une construction rectangulaire, visiblement artificielle. Zyra est donc habitée ?
- Tous les passagers du vaisseau de sauvetage sont blancs. On n'y voit aucun afro-américain, aucun asiatique. L'humanité qui survivra sur Zyra sera donc uniquement composée de descendants d'Européens.
- Ce film fait partie des nombreuses références de la chanson d'introduction du Rocky Horror Picture Show : Double Feature.
- On retrouve le même type de scénario apocalyptique de la sélection des êtres humains (ceux qui vont survivre et ceux qui vont mourir), dans le film Deep impact de Mimi Leder (1998), quand la comète Biderman entrera en collision avec la Terre.
- On retrouve le même scénario dans le film Melancholia, de Lars von Trier (2011).

## Distinctions
- Oscar des meilleurs effets visuels 1951 (attribué en 1952).
- nommé également dans la catégorie « Meilleure photographie en couleurs ».